# André d'Houdain
Jules André d'Houdain, né à Cambrai le 29 octobre 1859 et mort à Paris 16e le 14 février 1904, est un sculpteur français.

## Biographie
André d'Houdain est le fils de Jules d'Houdain (1818-1900), magistrat, et de Louise Léonie Lécuyer, fille d'un notaire de Fontainebleau. Il naît le 29 octobre 1859 à Cambrai, où son père était procureur de la République. Il est élève au collège de Melun, où son père est devenu président du tribunal. Il commence ensuite des études de droit, qu'il abandonne pour se consacrer à sa vocation d'artiste.
Il épouse le 24 avril 1894 à Montluçon Gabrielle Chantemille (1867-1959), fille de Joseph Chantemille, ancien maire de Montluçon et sénateur de l'Allier. Ils ont une fille et deux fils.
Il meurt le 14 février 1904 à son domicile du 49, boulevard Lannes à Paris.

## Distinction
André d'Houdain est nommé chevalier de l'ordre national de la Légion d'honneur par décret du 14 novembre 1900, au titre du ministère de l'Instruction publique et des Beaux-Arts.

## Œuvres dans les collections publiques
- Paris :

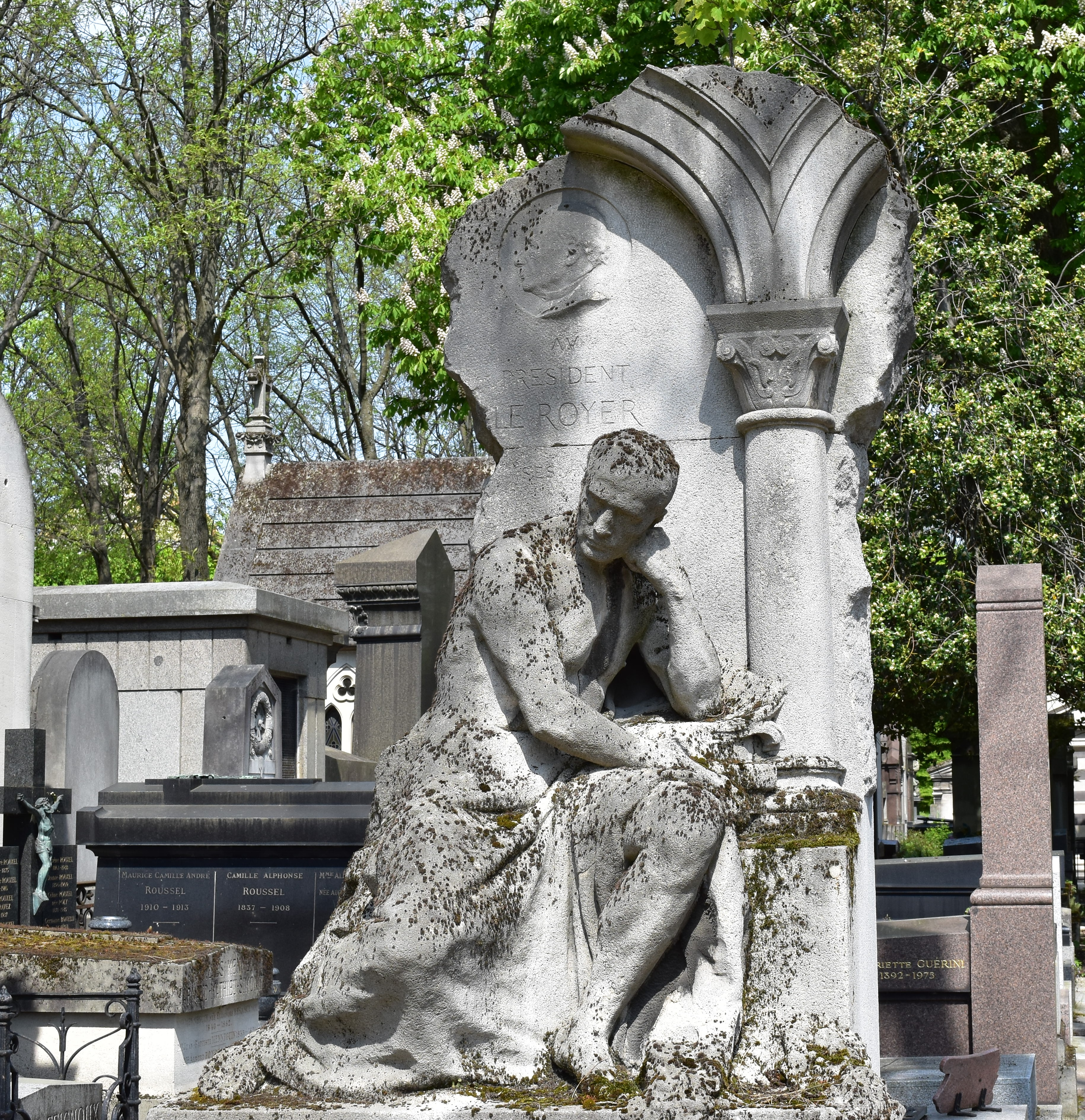
Tombe de Philippe Le Royer, Paris, cimetière du Père-Lachaise.

  - cimetière du Père-Lachaise : Tombe de Philippe Le Royer, président du Sénat, statue en pierre.
  - musée Carnavalet : Portrait de Lucien Faucou, buste en hermès[4].
  - musée d'Orsay :
    - Mesdemoiselles Marthe et Armande Laillot[5], double buste en marbre[6].
    - La Pesée, esquisse en plâtre[7].
- Lille :
  - Palais des beaux-arts : La Pesée, groupe en marbre[8].
  - porte de Béthune : La Pesée, groupe en marbre.
- Melun : Monument à Louis Pasteur, 1897, bronze[9], envoyé à la fonte sous le régime de Vichy[10]. Le musée de Melun conserve les plâtres réalisés pour le bas-relief et la Bergère.